# Le Vernet (interneringsläger)

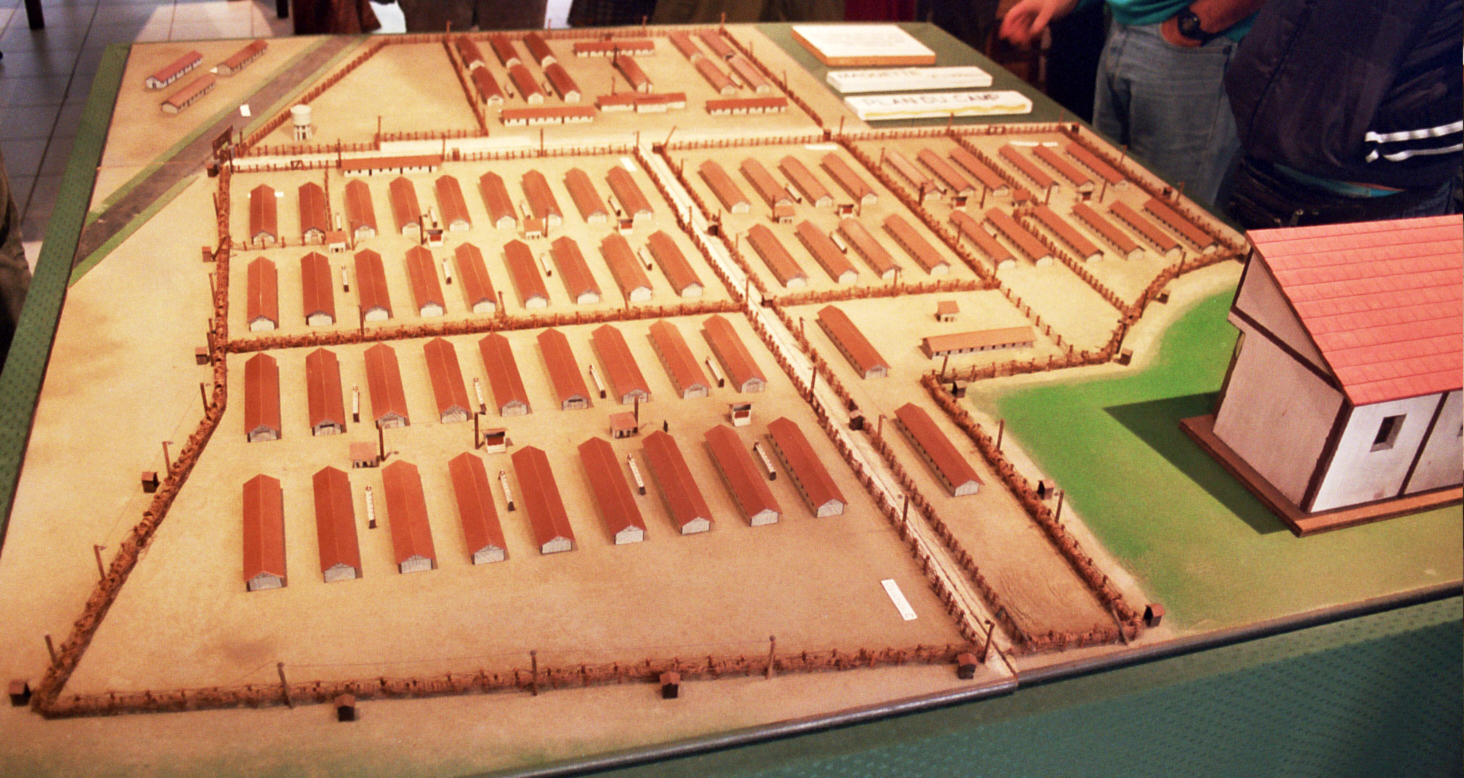
Modell av lägret Le Vernet

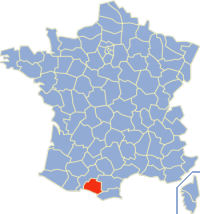
Departementet Ariège i Pyrenéerna i vilket interneringslägret Le Vernet låg.

Interneringslägret Le Vernet (fr: Le camp du Vernet d’Ariège) låg i departementet  Ariège i franska Pyrenéerna. Lägret var under 1939 interneringsläger för spanjorer som flytt Francos regim efter spanska inbördeskriget. Därefter blev Le Vernet ett koncentrationsläger för så kallade "oönskade utlänningar" och från 1940 även transitläger för judar som sändes vidare till koncentrationsläger i Nazityskland.

## Lägrets historia
Le Vernet byggdes 1918 för att ta emot franska trupper som återvänt från kolonierna. Vid första världskrigets slut övergick det till att bli ett interneringsläger för tyskar och österrikare. Under mellankrigstiden användes det av armén som materialdepot. Det blev åter interneringsläger i början av 1939 då kommunistskräcken bland franska politiker medförde att spanska flyktingar internerades.  Omkring 10-12 000  spanska republikanska soldater och civila spärrades in i Le Vernet. 
Med andra världskrigets utbrott i september 1939 följde interneringar av tusentals "oönskade utlänningar" . Eftersom Nazityskland vid denna tid genom en nonaggressionspakt var lierat med Sovjetunionen internerades inte endast tyskar som befann sig i Frankrike utan även ryssar och personer som deltagit i den internationella brigaden i Spanska inbördeskriget. Lägret blev nu ett "Repressivt läger för misstänkta utlänningar" (fr: Camp répressif pour étrangers suspects).
När Frankrike i juni 1940 delades upp i en tyskockuperad zon och en fransk "fri zon" kom Le Vernet under den nya franska auktoritära Vichyregimens administration. Nu internerades även motståndare till Hitler, Mussolini och Vichyregimen. Judar och "zigenare"  fördes också till lägret. Under sommaren 1942 intensifierade den franska polisen jakten på utländska judar genom välorganiserade räder då hela regionen genomsöktes. De arresterade judarna internerades i Le Vernet och deporterades sedan  vidare till koncentrationsläger i Tyskland. 
Le Vernet förblev under fransk administration även efter att Nazityskland ockuperat den franska "fria zonen" i slutet av 1942. Arresteringar av motståndsmän och judar fortsatte fram till 1944 varefter de långsamt avtog. I juni 1944 övertog tyskarna kontrollen över lägret och deporterade de sista 400 fångarna med en tågkonvoj som fått namnet "le train fantôme" (sv:spöktåget). Efter två månader ankom tåget till sin slutdestination koncentrationslägret Dachau.
Omkring 40 000 personer av 58 olika nationaliteter var internerade i Le Vernet.

## Kända personer internerade i Le Vernet
- Max Aub
- Lion Feuchtwanger
- Kurt Goldstein
- Alexander Grothendieck
- Arthur Koestler